# Roussas
 Roussas  là một xã thuộc tỉnh Drôme trong vùng Auvergne-Rhône-Alpes ở đông nam nước Pháp. Xã Roussas nằm ở khu vực có độ cao trung bình 83 mét trên mực nước biển.